# Nati nel 1956/Giugno
| Questa pagina contiene informazioni ricavate automaticamente dalle voci biografiche con l'ausilio del template Bio e di un bot. L'aggiornamento è periodico e automatico e ricostruisce completamente la pagina. Se manca una persona in questa lista, sei pregato di non aggiungerla, ma accertati piuttosto che la sua voce biografica contenga il template Bio e che i dati anagrafici siano correttamente compilati. Se il template Bio manca, inseriscilo tu stesso o, in alternativa, metti l'avviso {{tmp\|Bio}} che ne segnala la mancanza. Se i dati riportati sono sbagliati, correggi direttamente la voce biografica; le modifiche saranno visibili in questa lista entro pochi giorni. Per chiarimenti vedi il progetto biografie. La lista contiene solo le 245 persone che sono citate nell'enciclopedia e per le quali è stato implementato correttamente il template Bio. Pagina aggiornata al 18 ago 2025. |

- 1º giugno - Mircea Cărtărescu, scrittore, poeta e saggista rumeno
- 1º giugno - Abdullah Çatlı, criminale e terrorista turco († 1996)
- 1º giugno - Giampiero Catone, politico e editore italiano
- 1º giugno - François Chérèque, sindacalista francese († 2017)
- 1º giugno - Gregg Harper, politico statunitense
- 1º giugno - Lisa Hartman, attrice e cantante statunitense
- 1º giugno - Tom Irwin, attore statunitense
- 1º giugno - Robin Mattson, attrice e conduttrice televisiva statunitense
- 1º giugno - Petra Morsbach, scrittrice tedesca
- 1º giugno - Louise Plowright, attrice inglese († 2016)
- 1º giugno - William Charles Skurla, arcivescovo cattolico statunitense
- 2 giugno - Nikša Bavčević, allenatore di pallacanestro croato
- 2 giugno - Alex Chola, calciatore e allenatore di calcio congolese (Repubblica Democratica del Congo) († 1993)
- 2 giugno - Lil Fuccillo, allenatore di calcio e ex calciatore inglese
- 2 giugno - Ernesto Labarthe, ex calciatore peruviano
- 2 giugno - Jan Lammers, pilota automobilistico olandese
- 2 giugno - Vanni Moscon, allenatore di calcio e ex calciatore italiano
- 2 giugno - Mark Polansky, ex astronauta statunitense
- 2 giugno - Mani Ratnam, regista, sceneggiatore e produttore cinematografico indiano
- 3 giugno - George Burley, allenatore di calcio e ex calciatore scozzese
- 3 giugno - Elisabetta Gardini, attrice teatrale, conduttrice televisiva e politica italiana
- 3 giugno - Marcela Moldovan-Zsak, ex schermitrice rumena
- 3 giugno - Suren Nalbandjan, ex lottatore sovietico
- 3 giugno - Harry K. Thomas Jr., politico e diplomatico statunitense
- 4 giugno - Alessandro Barsi, ex hockeista su pista e allenatore di hockey su pista italiano
- 4 giugno - Fiorenza Brioni, politica italiana
- 4 giugno - Keith David, attore statunitense
- 4 giugno - Reeves Gabrels, chitarrista statunitense
- 4 giugno - Giorgio Micheletti, giornalista, conduttore televisivo e telecronista sportivo italiano
- 4 giugno - Claudio Sadler, cuoco e imprenditore italiano
- 4 giugno - Cosimo Schena, allenatore di calcio e ex calciatore belga
- 4 giugno - Raffaele Tiscar, politico e funzionario italiano († 2021)
- 4 giugno - Sergio Vallotto, politico italiano
- 5 giugno - Richard Butler, cantante e compositore britannico
- 5 giugno - Salvatore Joseph Cordileone, arcivescovo cattolico statunitense
- 5 giugno - Chris Dorst, ex pallanuotista statunitense
- 5 giugno - Kenny G, sassofonista statunitense
- 5 giugno - Martin Koopman, allenatore di calcio, dirigente sportivo e ex calciatore olandese
- 5 giugno - Marco Lion, politico italiano
- 5 giugno - Takīs Maurīs, ex calciatore cipriota
- 5 giugno - Roger Michell, regista britannico († 2021)
- 5 giugno - Nick Saviano, allenatore di tennis e ex tennista statunitense
- 5 giugno - Richard Searfoss, astronauta statunitense († 2018)
- 5 giugno - Maarten van Severen, designer e architetto belga († 2005)
- 5 giugno - Mike Zimmer, allenatore di football americano statunitense
- 6 giugno - Björn Borg, ex tennista svedese
- 6 giugno - Jay C. Buckey, ex astronauta e medico statunitense
- 6 giugno - Paolo Crosa Lenz, scrittore e alpinista italiano
- 6 giugno - Hans-Peter Ferner, ex mezzofondista tedesco
- 6 giugno - Norberto Huezo, calciatore e allenatore di calcio salvadoregno († 2025)
- 6 giugno - Marco Minniti, politico italiano
- 6 giugno - Franco Morone, chitarrista e compositore italiano
- 6 giugno - Detlef Richter, bobbista tedesco
- 6 giugno - Lutz Wanja, ex nuotatore tedesco orientale
- 6 giugno - Ryszard Wójcik, ex arbitro di calcio polacco
- 7 giugno - Antonio Alzamendi, ex calciatore uruguaiano
- 7 giugno - Alena Kopecká, ex cestista cecoslovacca
- 7 giugno - Hebert Núñez, ex cestista uruguaiano
- 7 giugno - Carlo Perrone, editore italiano
- 7 giugno - Tiziana Piccolo, politica italiana
- 7 giugno - L.A. Reid, compositore e produttore discografico statunitense
- 7 giugno - Mark Ryan, attore britannico
- 7 giugno - Paolo Ugoletti, compositore italiano
- 8 giugno - LaDonna Brave Bull Allard, storica e attivista statunitense († 2021)
- 8 giugno - Udo Bullmann, politico tedesco
- 8 giugno - Uri Caine, compositore e pianista statunitense
- 8 giugno - Gloria Inés Ramírez, politica, sindacalista e docente colombiana
- 8 giugno - Bruno Lafont, imprenditore francese
- 8 giugno - Oded Machnes, ex calciatore israeliano
- 8 giugno - Kelly Nichols, ex attrice pornografica statunitense
- 8 giugno - Rita Pinci, giornalista italiana
- 8 giugno - Paolo Sassone-Corsi, biologo italiano († 2020)
- 9 giugno - Joaquín, ex calciatore spagnolo
- 9 giugno - Berit Aunli, ex fondista norvegese
- 9 giugno - Patricia Cornwell, scrittrice e giornalista statunitense
- 9 giugno - Marcella De Palma, giornalista e conduttrice televisiva italiana († 2000)
- 9 giugno - Abdolnaser Hemmati, politico e economista iraniano
- 9 giugno - Rudolf Wojtowicz, dirigente sportivo, allenatore di calcio e ex calciatore polacco
- 10 giugno - Laimutė Baikauskaitė, ex mezzofondista lituana
- 10 giugno - Valter Biella, musicista italiano
- 10 giugno - Mickey Curry, batterista statunitense
- 10 giugno - Luigi Dei, chimico e divulgatore scientifico italiano
- 10 giugno - Andrea Frailis, giornalista e politico italiano
- 10 giugno - Thierry Metz, poeta francese († 1997)
- 10 giugno - Rolandas Paksas, politico lituano
- 10 giugno - Jay Sekulow, avvocato e personaggio televisivo statunitense
- 10 giugno - Estevam Soares, allenatore di calcio e ex calciatore brasiliano
- 10 giugno - Billy Taylor, ex sciatore alpino statunitense
- 11 giugno - Doug Betters, ex giocatore di football americano statunitense
- 11 giugno - Patricia Bullrich, politica argentina
- 11 giugno - Giobbe Covatta, comico, attore e scrittore italiano
- 11 giugno - Giovanni Kessler, magistrato e politico italiano
- 11 giugno - Stefano Michelini, allenatore di pallacanestro italiano
- 11 giugno - Amir Mokri, direttore della fotografia iraniano
- 11 giugno - Joe Montana, ex giocatore di football americano statunitense
- 11 giugno - Ray Nagin, politico statunitense
- 11 giugno - Nathaniel Philbrick, scrittore statunitense
- 11 giugno - Simon Plouffe, matematico canadese
- 11 giugno - Alessandro Starnini, politico italiano
- 11 giugno - Jamaaladeen Tacuma, bassista statunitense
- 12 giugno - Susanna Basso, traduttrice italiana
- 12 giugno - Michael Angelo Batio, chitarrista statunitense
- 12 giugno - Fabrizio Berlincioni, paroliere e autore televisivo italiano
- 12 giugno - John Douglas, ex cestista e allenatore di pallacanestro statunitense
- 12 giugno - Colin Lee, dirigente sportivo, allenatore di calcio e ex calciatore inglese
- 12 giugno - David Narey, ex calciatore scozzese
- 12 giugno - Ignacio Rodríguez Bahena, calciatore e allenatore di calcio messicano († 2025)
- 12 giugno - Gregory Alan Williams, attore, scrittore e ex militare statunitense
- 13 giugno - Francesco Alfano, arcivescovo cattolico italiano
- 13 giugno - John Harris, ex giocatore di football americano statunitense
- 13 giugno - Pedro Larraquy, allenatore di calcio e ex calciatore argentino
- 13 giugno - Tuto Sañudo, ex calciatore spagnolo
- 13 giugno - Leonid Taranenko, ex sollevatore sovietico
- 13 giugno - Jurij Vardanjan, sollevatore sovietico († 2018)
- 14 giugno - Imre Budavári, ex pallanuotista ungherese
- 14 giugno - King Diamond, cantante danese
- 14 giugno - Keith Herron, ex cestista statunitense
- 14 giugno - Enzo Mastropietro, mafioso italiano
- 14 giugno - Elena Vsevolodovna Safonova, attrice russa
- 14 giugno - Alberto Santelli, ex calciatore uruguaiano
- 14 giugno - Altagracia Zapata, ex cestista dominicana
- 15 giugno - Eduardo Blasco Ferrer, filologo e linguista spagnolo († 2017)
- 15 giugno - Robin Curtis, attrice statunitense
- 15 giugno - Linda Haglund, velocista svedese († 2015)
- 15 giugno - Wiesław Pawluk, sollevatore polacco († 2015)
- 15 giugno - Bernie Shaw, cantante canadese
- 15 giugno - Véronique Trinquet, ex schermitrice francese
- 16 giugno - Gianni De Biasi, allenatore di calcio e ex calciatore italiano
- 16 giugno - Ernesto Delgado, ex cestista spagnolo
- 16 giugno - Celmo Lazzari, vescovo cattolico brasiliano
- 16 giugno - Reese McCall, ex giocatore di football americano statunitense
- 16 giugno - Mesrob II Mutafyan, arcivescovo cristiano orientale armeno († 2019)
- 17 giugno - Kelly Curtis, attrice statunitense
- 17 giugno - Graziella De Palo, giornalista italiana
- 17 giugno - Albert Dohmen, basso-baritono tedesco
- 17 giugno - Edgar Jones, ex cestista statunitense
- 18 giugno - Brian Benben, attore statunitense
- 18 giugno - Alan Davis, fumettista britannico
- 18 giugno - Rod Griffin, ex cestista e allenatore di pallacanestro statunitense
- 18 giugno - Dominic Guard, attore britannico
- 18 giugno - Gjon Kolndrekaj, regista e produttore cinematografico italiano
- 18 giugno - Valentina Lutaeva, pallamanista sovietica († 2023)
- 18 giugno - Claudio Maiani, allenatore di calcio e ex calciatore sammarinese
- 18 giugno - Roberto Manuzzi, sassofonista italiano
- 18 giugno - Kathy May, ex tennista statunitense
- 18 giugno - Cynthia Mort, sceneggiatrice e produttrice televisiva statunitense
- 18 giugno - Stefano Scodanibbio, contrabbassista e compositore italiano († 2012)
- 18 giugno - Pietro Vanzi, brigatista italiano († 2003)
- 19 giugno - Gigio Alberti, attore italiano
- 19 giugno - Geir Digerud, ex ciclista su strada norvegese
- 19 giugno - Sergio Fajardo, politico colombiano
- 19 giugno - Paul Halter, scrittore francese
- 19 giugno - Doug Stone, cantante statunitense
- 19 giugno - Big Bill Morganfield, cantante e chitarrista statunitense
- 19 giugno - Kenneth Murphy, allenatore di calcio, ex calciatore e ex giocatore di calcio a 5 scozzese
- 19 giugno - Jim Ortlieb, attore statunitense
- 19 giugno - Carlo Pedini, compositore italiano
- 19 giugno - Paola Severini, giornalista, saggista e conduttrice radiofonica italiana
- 19 giugno - Janet Tashjian, scrittrice statunitense
- 20 giugno - Massimo Cervellini, politico italiano
- 20 giugno - Cho Chikun, giocatore di go giapponese
- 20 giugno - Corrado Colombo, regista italiano
- 20 giugno - Ann-Mette Elten, cantante danese
- 20 giugno - Phil English, politico statunitense
- 20 giugno - Peter Reid, ex calciatore e allenatore di calcio inglese
- 20 giugno - Mike Walsh, allenatore di calcio e ex calciatore irlandese
- 21 giugno - Michail Burcev, schermidore sovietico († 2015)
- 21 giugno - Ernst Fehr, economista austriaco
- 21 giugno - Sergio Marchi, scrittore italiano
- 21 giugno - Roberto Mosquera, allenatore di calcio e ex calciatore peruviano
- 21 giugno - Thomas James O'Leary, attore e cantante statunitense
- 21 giugno - Ivan Raimi, sceneggiatore e attore statunitense
- 21 giugno - Kate Ross, scrittrice statunitense († 1998)
- 21 giugno - Ljubov' Sirota, poetessa, scrittrice e attivista ucraina
- 22 giugno - Alfons De Wolf, ex ciclista su strada e pistard belga
- 22 giugno - François Hadji-Lazaro, cantautore, polistrumentista e attore francese († 2023)
- 22 giugno - Ron Haslam, pilota motociclistico britannico
- 22 giugno - Sergio Rizzi, cestista italiano († 1989)
- 22 giugno - Tim Russ, attore, regista e musicista statunitense
- 22 giugno - Elia Schilton, attore teatrale italiano
- 22 giugno - 'Abd al-Basit Sida, storico e politico curdo
- 22 giugno - Carlos Terry, cestista statunitense († 1989)
- 22 giugno - Nicola Zanone, ex calciatore italiano
- 22 giugno - Patrizia Zappa Mulas, attrice e scrittrice italiana
- 23 giugno - Carmelo Briguglio, politico italiano
- 23 giugno - Brian Cabral, ex giocatore di football americano statunitense
- 23 giugno - Randy Jackson, bassista e produttore discografico statunitense
- 23 giugno - György Kenéz, ex pallanuotista ungherese
- 23 giugno - Vladimír Kýhos, ex hockeista su ghiaccio ceco
- 23 giugno - Sylvia McNair, soprano statunitense
- 23 giugno - Paolo Migone, comico e cabarettista italiano
- 23 giugno - Carlo Roberto Maria Redaelli, arcivescovo cattolico italiano
- 24 giugno - Ricardo Azevedo, allenatore di pallanuoto brasiliano
- 24 giugno - Albert Emon, allenatore di calcio e ex calciatore francese
- 24 giugno - Davit' Hambarjowmyan, tuffatore sovietico († 1992)
- 24 giugno - Park Neung-hoo, politico sudcoreano
- 24 giugno - Joe Penny, attore britannico
- 24 giugno - Hannu Turunen, ex calciatore finlandese
- 25 giugno - Anthony Bourdain, cuoco, gastronomo e scrittore statunitense († 2018)
- 25 giugno - Franco La Torre, attivista e ambientalista italiano
- 25 giugno - Hans Maldonado, calciatore ecuadoriano († 1999)
- 25 giugno - Frank Paschek, ex lunghista tedesco
- 25 giugno - Al Slater, militare britannico († 1984)
- 25 giugno - Juan Soto Quintana, ex calciatore cileno
- 25 giugno - Boris Trajkovski, politico macedone († 2004)
- 25 giugno - Chloe Webb, attrice statunitense
- 26 giugno - Davide Ferrario, regista, sceneggiatore e scrittore italiano
- 26 giugno - Véronique Genest, attrice francese
- 26 giugno - Bernard Harris, ex astronauta statunitense
- 26 giugno - Chris Isaak, cantautore, chitarrista e attore statunitense
- 26 giugno - Barbara Pernici, scacchista e ingegnera italiana
- 26 giugno - Mike Russell, ex cestista statunitense
- 27 giugno - Claudio Angeleri, pianista e compositore italiano
- 27 giugno - Brad Childress, allenatore di football americano statunitense
- 27 giugno - Larry Christiansen, scacchista statunitense
- 27 giugno - Scott Cunningham, saggista statunitense († 1993)
- 27 giugno - Giovanni Di Mauro, politico italiano
- 27 giugno - Ezio Glerean, allenatore di calcio e ex calciatore italiano
- 27 giugno - Nancy Gustafson, cantante lirica statunitense
- 27 giugno - Ted Haggard, pastore protestante e predicatore statunitense
- 27 giugno - Khar Touré, ex cestista senegalese
- 27 giugno - Sultan bin Salman Al Sa'ud, politico e ex astronauta saudita
- 28 giugno - Daniela Altomonte, dialoghista italiana
- 28 giugno - Per Bergerud, ex saltatore con gli sci norvegese
- 28 giugno - Giovanni Dell'Elce, politico italiano
- 28 giugno - Amira Hass, scrittrice e giornalista israeliana
- 28 giugno - Alma Rosa Hernández, politica messicana († 2022)
- 28 giugno - Bakir Izetbegović, politico bosniaco
- 28 giugno - Helmut Kickton, organista, direttore di coro e editore tedesco
- 29 giugno - Leszek Doliński, ex cestista, allenatore di pallacanestro e dirigente sportivo polacco
- 29 giugno - Nick Fry, dirigente d'azienda britannico
- 29 giugno - Donata Lenzi, politica italiana
- 29 giugno - Federico Massa, politico italiano
- 29 giugno - Pedro Santana Lopes, politico portoghese
- 29 giugno - Pëtr Vasilevskij, calciatore e allenatore di calcio sovietico († 2012)
- 30 giugno - Piero Aiello, politico italiano
- 30 giugno - Paris Barclay, produttore televisivo e regista statunitense
- 30 giugno - Volker Beck, ex ostacolista e velocista tedesco
- 30 giugno - Ilene Chaiken, regista, sceneggiatrice e produttrice cinematografica statunitense
- 30 giugno - Brian Cyr, ex giocatore di freccette canadese
- 30 giugno - Augusto Di Stanislao, politico italiano
- 30 giugno - Salvo Fleres, politico italiano
- 30 giugno - Marie-Anne Isler-Béguin, politica francese
- 30 giugno - Paolo Madron, giornalista e librettista italiano
- 30 giugno - Helle Sparre, ex tennista danese